# さらば掟
『さらば掟』（さらばおきて）は、1971年9月15日に松竹で配給されたヤクザ映画である。舛田利雄監督作品。主演は渡哲也、渡の松竹製作映画初出演作品。

## 概要
松竹の製作本部長は、「松竹の映画作品はコメディ要素の作品が半数以上、それ以外では歌謡映画、青春映画、文芸映画で、アクション映画はほぼ無く、渡と舛田監督を迎えて新しいジャンルであるアクション映画を開拓したい」と語っていた。
渡はこの作品で、金宇ら石原プロのスタッフの仕事振りに感銘を受けたこともあり、石原プロへの加入を決め、この作品でのギャラ全額相当をそのまま封筒に入れ、当時金策に困っていた石原裕次郎に渡そうとした。

## ストーリー
武井吾郎はやくざの世界から足を洗うべく組を抜けるが、それを許さない組は武井を執拗に追う。

## キャスト
- 渡哲也 : 武井吾郎
- 范文雀 : 宮本杏子
- 岩下志麻 : 里香
- 藤木孝 : 中沢行彦
- 深江章喜 : 大和田
- 柳瀬志郎 : 倉田
- 苅谷俊介 : ニック
- 野々あさみ : 美紀
- 長浜鉄平 : マモル
- 久遠利三 : 村上
- 中田昇 : 花井
- 茅淳子 : 回想の女
- 城戸卓 : ヨットの警備員
- 山本幸栄 : 新聞記者
- 加島潤 : マネージャー
- 川島照満 : 用心棒
- 尾和義三郎 : 用心棒
- 舛田利雄 : 船員
- 市村博 : カミナリ族の青年
- 宗悦三 : 病院の院長
- 青木義朗 : 三杉
- 芦田伸介 : 宮本泰三

## スタッフ
- 監督 ; 舛田利雄
- 原案 : 舛田利雄
- 脚本 : 鴨井達比古
- 撮影 : 金宇満司
- 音楽 : 伊部晴美
- 製作 : 浅井秀剛、樋口清
- 助監督 : 村川透
- 編集 : 井上親弥

## 併映作品
- 『人間標的』：井上梅次監督作